# Митфорд, Уильям
Уильям Митфорд (англ. William Mitford; 10 февраля 1744, дер. Эксбери, Англия — 10 февраля 1827, там же) — британский историк и политик, писатель

; член парламента. Автор одной из первых обширных работ по древнегреческой истории — 8-томной «Истории Греции» (1784—1794). Будучи консерватором, Митфорд отразил свои взгляды в этом труде. Сторонник тори, он восхваляет Спарту, её политику и учреждения.
Сын юриста (барристера). Окончил Куинз-колледж Оксфорда (1761).
Митфорд, обращая внимание на развитие рабства, подчеркивал, что свободой в Древней Греции могло пользоваться лишь незначительное меньшинство.
Скончался в родной деревне после длительной болезни.